# Irish Open 1930
Die Irish Open 1930 waren die 24. Austragung dieser internationalen Meisterschaften von Irland im Badminton. Sie fanden in Belfast statt.	

## Finalresultate
| Disziplin    | Sieger                         | Finalist                 | Ergebnis          |
| ------------ | ------------------------------ | ------------------------ | ----------------- |
| Herreneinzel | Willoughby Hamilton            | Raymond M. White         | 17–15, 15–12      |
| Dameneinzel  | Betty Uber                     | Dorothy Colpoys          | 4–11, 11–9, 13–10 |
| Herrendoppel | Herbert S. Uber Donald C. Hume | Frank Hodge T. P. Dick   | 15–9, 15–10       |
| Damendoppel  | Marian Horsley Betty Uber      | L. W. Myers Violet Elton | 15–9, 15–12       |
| Mixed        | Herbert S. Uber Betty Uber     | Frank Hodge Violet Elton | 15–4, 15–10       |